# Tar-Vabriga
Tar-Vabriga (em italiano:  Torre-Abrega) é um município da Croácia, situado no condado da Ístria. Tem 28,3 km² de área e sua população em 2011 foi estimada em 1.990 habitantes.